# سکا

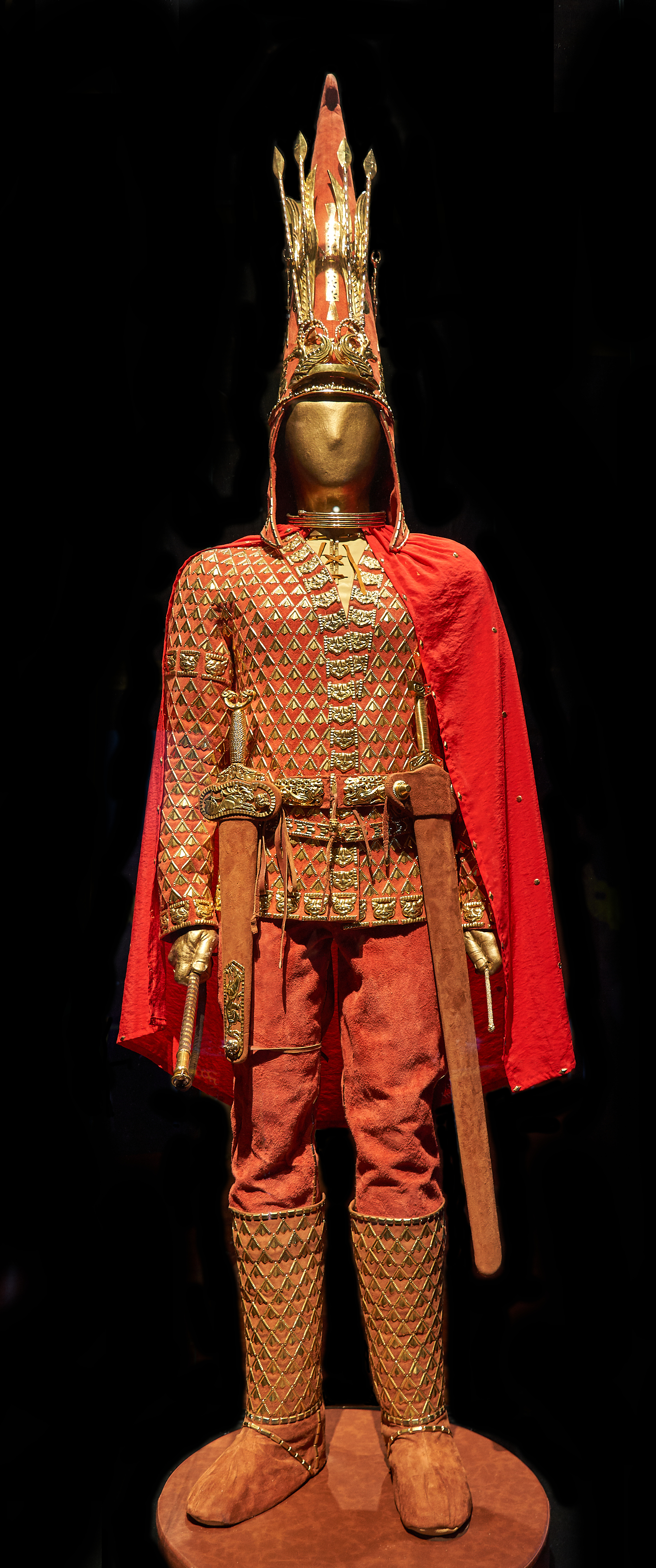
زره رژه به سبک کاتافراکت یک شاهزاده سکایی، همچنین به عنوان "مرد طلایی" شناخته می‌شود، از قورغان ایسیک، یک سایت تدفین تاریخی در نزدیکی آلماتی، قزاقستان. حدود ۴۰۰–۲۰۰ پیش از میلاد.

سکاها گروهی از مردمان ایرانی شرقی کوچ‌نشین بودند که در استپ اوراسیا و حوضه تاریم از سده ۹ پیش از میلاد تا سده ۵ پس از میلاد زندگی می‌کردند. سکاها ارتباط نزدیکی با اسکیث‌ها داشتند، و هر دو گروه بخشی از فرهنگ‌های سکایی گسترده‌تر را تشکیل می‌دادند. با این حال، آن‌ها از اسکیث‌ها با ویژگی‌های جغرافیایی و فرهنگی خاص خود متمایز می‌شوند. زبان‌های سکایی بخشی از شاخه سکایی، شاخه‌ای از زبان‌های ایرانی شرقی را تشکیل می‌دادند.
سکاها که از فرهنگ آندرونوو، فرهنگ سینتاشتا و فرهنگ گورالواری پیشین مشتق شده بودند، بعدها تحت تأثیر تمدن باختر-مرو و هجوم ژنتیکی عصر آهن آسیای شرقی قرار گرفتند. ایرانیان باستان، یونانیان باستان و بابلیان باستان به ترتیب از نام‌های "سکا"، "سکایی" و "کیمری‌ها" برای تمام کوچ‌نشینان استپ استفاده می‌کردند. با این حال، نام "سکا" به طور خاص برای کوچ‌نشینان باستانی استپ شرقی استفاده می‌شود، در حالی که "اسکیث‌ها" برای گروه مرتبطی از کوچ‌نشینان ساکن در استپ غربی به کار می‌رود.
بقایای باستان‌شناسی برجسته سکاها شامل فرهنگ ارژن، توننوگ، گورهای پازیریک، کورگان ایسیک، مقبره‌های کورگان سکایی، تپه‌های تاسمولا و احتمالاً طلا تپه هستند. در سده ۲ پیش از میلاد، بسیاری از سکاها توسط یوئه‌چی از استپ به سغد و باختر و سپس به شمال غربی شبه‌قاره هند رانده شدند، جایی که به عنوان سکاهای هند شناخته می‌شدند. سکاهای دیگر به امپراتوری اشکانی حمله کردند و در نهایت در سیستان ساکن شدند، در حالی که برخی دیگر ممکن است به پادشاهی دیان در یون‌نان، چین مهاجرت کرده باشند. در حوضه تاریم و بیابان تکله‌مکان در سین‌کیانگ امروزی، آن‌ها در ختن، یارکند، کاشغر و جاهای دیگر ساکن شدند.

## منبع‌شناسی
اصلی‌ترین مرجع مربوط به سکاهای باستان کتاب تاریخ هرودوت است. در پرتو نتایج حاصله از کندوکاوهای باستانشناسی می‌توان بر توضیحات هرودوت مهر تأیید زد. با این حال، به نظر می‌رسد که وی اطلاعات کمی از بخش شرقی سرزمین سکاها داشته است. وی غالباً کلی‌گویی از وقایع استثنائی دارد و گویا بعضی از وقایع را که در یک منطقه ولی در دوره‌های مختلف رخ داده است، به‌طور خلاصه بیان می‌کند. نظریه مورد علاقه هرودوت عقیده مبهم در مورد اقوام باستان ساکن در سرزمین سکاها و نظر نادرست وی در مورد وسعت و وضع کشور اغلب مورد بحث و نقد بوده است.

## نام

### ریشه‌شناسی

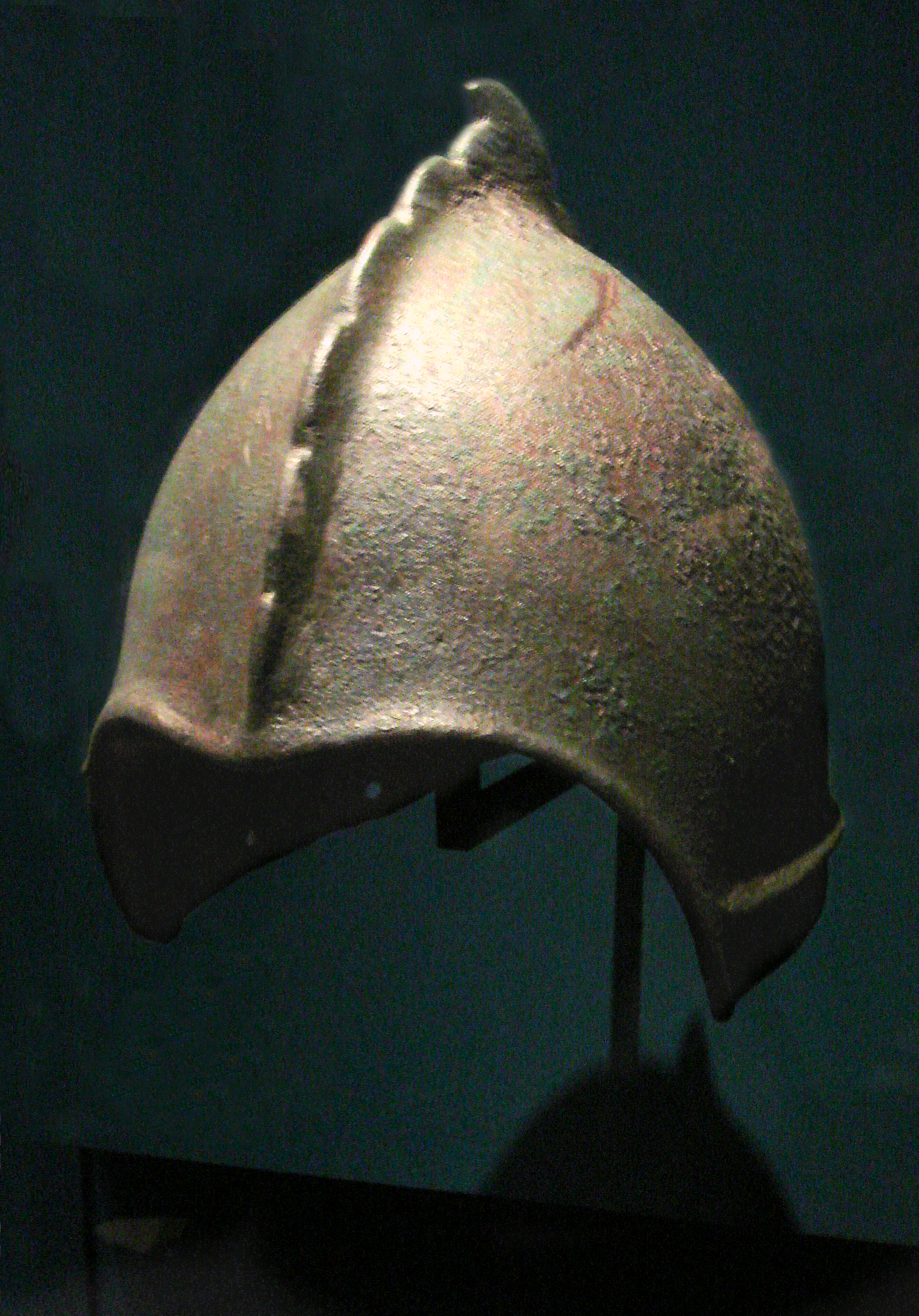
کلاهخود سکایی، آلیاژ مس، افراسیاب، سمرقند، سده ۶–۱ پیش از میلاد.

زبان‌شناس اسوالد سمرنیی مترادف‌های با ریشه‌های گوناگون برای واژهٔ سکایی را بررسی کرد و اصطلاحات زیر را متمایز ساخت: Sakā 𐎿𐎣𐎠, Skuthēs Σκύθης, Skudra 𐎿𐎤𐎢𐎭𐎼, و Sugᵘda 𐎿𐎢𐎦𐎢𐎭.
اصطلاح Sakā از ریشهٔ فعلی ایرانی sak-، به معنای «رفتن، سرگردان شدن» (مرتبط با «جستجو کردن») گرفته شده و بنابراین به معنای «کوچ‌نشین» بود، که نام‌های زیر از آن مشتق شده‌اند:
- پارسی باستان: 𐎿𐎣𐎠 Sakā، که توسط ایرانیان باستان برای اشاره به تمام کوچ‌نشینان استپ اوراسیا، از جمله سکاهای پونتیک، استفاده می‌شد.[۲۶]
- یونانی باستان: Σάκαι Sákai
- لاتین: Sacae
- سنسکریت: शक Śaka
- چینی باستان: 塞 Sək[۲۷][۲۸][۲۹]

از ریشه هندواروپایی (s)kewd-، به معنای «راندن، پرتاب کردن» (که واژهٔ انگلیسی shoot نیز از آن مشتق شده است)، که *skud- شکل درجه صفر آن است، نام خود سکاها که توسط سِمِرِنی به صورت *Skuδa (تقریباً به معنای «کماندار») بازسازی شده است، مشتق شده است. نام‌های بیگانه زیر از آن مشتق شده‌اند:
- زبان اکدی: 𒅖𒆪𒍝𒀀𒀀 Iškuzaya و 𒊍𒆪𒍝𒀀𒀀 Askuzaya، که توسط آشوری‌ها استفاده می‌شد
- پارسی باستان: 𐎿𐎤𐎢𐎭𐎼 Skudra
- یونانی باستان: Σκύθης Skúthēs (جمع Σκύθαι Skúthai)، که توسط یونانیان باستان استفاده می‌شد.[۳۰]

- ارمنی باستان: սկիւթ Skiwtʰ بر اساس ایتاسیستی یونانی است.

تغییر صوتی دیرهنگام سکایی از /δ/ به /l/ منجر به تحول *Skuδa به *Skula شد. واژهٔ یونانی Skṓlotoi Σκώλοτοι از این مشتق شده است که به گفتهٔ هرودوت، نام خودخواندهٔ سکاهای شاهی بود. تغییرات صوتی دیگر Sugᵘda 𐎿𐎢𐎦𐎢𐎭 را به وجود آورده‌اند.
اگرچه سکاها، سکاها و کیمری‌ها مردمان کوچ‌نشین ایرانی نزدیک به هم بودند، و بابلیان باستان، ایرانیان باستان و یونانیان باستان به ترتیب از نام‌های «کیمری»، «سکا» و «سکایی» برای تمام کوچ‌نشینان استپ استفاده می‌کردند، و مورخان اوایل دوران مدرن مانند ادوارد گیبون از اصطلاح سکایی برای اشاره به انواع مردمان کوچ‌نشین و نیمه‌کوچ‌نشین در سراسر استپ اوراسیا استفاده می‌کردند،
- نام «سکایی» در پژوهش‌های مدرن معاصر عموماً به مردم ایرانی کوچ‌نشینی اشاره دارد که از سده ۷ پیش از میلاد تا سده ۳ پیش از میلاد بر مناطق استپ و جنگل-استپ شمال دریای سیاه، کریمه، دره کوبان، و همچنین شبه‌جزیره‌های تامان و کرچ تسلط داشتند،[۳۳][۳۴]
- در حالی که نام «سکا» به طور خاص برای اعضای شرقی آن‌ها که در شمال و شرق استپ اوراسیا و حوضه تاریم ساکن بودند، استفاده می‌شود؛[۳۴][۱۰]

### شناسایی
نام Sakā توسط ایرانیان برای اشاره به تمام قبایل کوچ‌نشین ایرانی که در شمال امپراتوری آن‌ها زندگی می‌کردند، از جمله کسانی که بین دریای خزر و میرزاچول و کسانی که در شمال دانوب و دریای سیاه زندگی می‌کردند، استفاده می‌شد. در همین حال، آشوری‌ها این کوچ‌نشینان را ایشکوزای (اکدی: 𒅖𒆪𒍝𒀀𒀀 Iškuzaya) یا آسکوزای (اکدی: 𒊍𒄖𒍝𒀀𒀀 Asguzaya, 𒆳𒊍𒆪𒍝𒀀𒀀 mat Askuzaya, 𒆳𒀾𒄖𒍝𒀀𒀀 mat Ášguzaya) می‌نامیدند، و یونانیان باستان آن‌ها را سکوتای (یونانی باستان: Σκύθης Skúthēs, Σκύθοι Skúthoi, Σκύθαι Skúthai) می‌خواندند.
کتیبه‌های هخامنشی در ابتدا یک گروه از Sakā را فهرست می‌کردند. با این حال، پس از لشکرکشی داریوش یکم در سال‌های ۵۲۰ تا ۵۱۸ پیش از میلاد علیه کوچ‌نشینان آسیایی، آن‌ها به دو گروه متمایز شدند که هر دو در آسیای مرکزی در شرق دریای خزر زندگی می‌کردند:
- Sakā tigraxaudā (𐎿𐎣𐎠 𐏐 𐎫𐎡𐎥𐎼𐎧𐎢𐎭𐎠) – «Sakā که کلاه‌های نوک تیز فریژی می‌پوشند»، که به نام Massagetae نیز شناخته می‌شدند.[۴۱][۴۲]
- سکا هئومه‌ورگه (𐎿𐎣𐎠 𐏐 𐏃𐎢𐎶𐎺𐎼𐎥𐎠) – به عنوان «Sakā که هوما (اطراف آتش) می‌گذارند» تعبیر شده است،[۴۳] که می‌تواند به عنوان «سکاهایی که هوما را می‌پرستند» تعبیر شود.[۴۴]

نام سومی پس از لشکرکشی داریوش در شمال دانوب اضافه شد:
- Sakā tayaiy paradraya (𐎿𐎣𐎠 𐏐 𐎫𐎹𐎡𐎹 𐏐 𐎱𐎼𐎭𐎼𐎹) – «Sakā که در آن سوی (دریای) سیاه زندگی می‌کنند»، که سکاهای پونتیک استپ‌های اروپای شرقی بودند.

یک اصطلاح اضافی در دو کتیبه دیگر یافت شده است:
- Sakaibiš tayaiy para Sugdam (𐎿𐎣𐎡𐎲𐎡𐏁 𐏐 𐎫𐎹𐎡𐎹 𐏐 𐎱𐎼 𐏐 𐎿𐎢𐎥𐎭𐎶) – «سکاهایی که در آن سوی سغد هستند»، اصطلاحی که توسط داریوش برای مردمی که مرزهای شمال شرقی امپراتوری او را در انتهای مخالف ساتراپی کوش (اتیوپیایی‌ها) تشکیل می‌دادند، استفاده می‌شد.[۴۶][۴۷] پیشنهاد شده است که این Sakaibiš tayaiy para Sugdam همان مردمان Sakā haumavargā بوده‌اند.[۴۸]

علاوه بر این، کتیبه‌های سوئز داریوش بزرگ به دو گروه سکا اشاره می‌کنند:
- Sꜣg pḥ (𓐠𓎼𓄖𓈉) – «Sakā مرداب‌ها»
- Sk tꜣ (𓋴𓎝𓎡𓇿𓈉) – «Sakā سرزمین»
- آدریان دیوید هیو بیوار به طور مقدماتی Sk tꜣ را با Sakā haumavargā یکی دانسته بود،[۵۱] و جان مانوئل کوک به طور مقدماتی Sꜣg pḥ را با Sakā tigraxaudā یکی دانسته بود.[۴۸] اخیراً، دانشمند رودیگر اشمیت پیشنهاد کرده است که Sꜣg pḥ و Sk tꜣ ممکن است به طور جمعی به Sakā tigraxaudā/ماساژت‌ها اشاره داشته باشند.[۵۲]

شاه هخامنشی خشایارشای یکم سکاها را همراه با مردم Dahā (𐎭𐏃𐎠) آسیای مرکزی فهرست کرده است، که احتمالاً با Sakā tigraxaudā یکی بوده‌اند.

### اصطلاحات مدرن
اگرچه ایرانیان باستان، یونانیان باستان و بابلیان باستان به ترتیب از نام‌های «سکا»، «سکایی» و «کیمری‌ها» برای تمام کوچ‌نشینان استپ استفاده می‌کردند، اما پژوهشگران مدرن اکنون از اصطلاح سکا به طور خاص برای اشاره به مردم ایرانی که در شمال و شرق استپ اوراسیا و حوضه تاریم ساکن بودند، استفاده می‌کنند؛ و در حالی که کیمری‌ها اغلب توسط معاصران به عنوان از نظر فرهنگی سکایی توصیف می‌شدند، ممکن است از نظر قومی با سکاهای واقعی، که کیمری‌ها با آن‌ها مرتبط بودند و همچنین کیمری‌ها را جابجا و جایگزین کردند، متفاوت بوده باشند.

## قلمرو

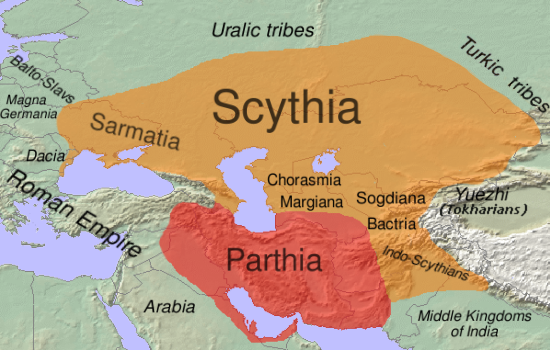
پراکندگی سکاها در سال ۱۰۰ پ.م. سرزمین‌های سکائیه، پادشاهی هندوسکایی، سرمت و شاهنشاهی پارت در نقشه نشان داده شده است.

قدمت سکاها، به سده هشتم پیش از میلاد مسیح برمی‌گردد. سکاها از سده هشتم پیش از میلاد تا آغاز عصر مسیحیت، بر دشت‌های اوراسیا مسلط بودند و در قلمرو وسیعی از سواحل شمالی دریای سیاه در غرب، تا مرزهای شمالی چین در شرق، به زندگی چادرنشینی روزگار می‌گذراندند.

### سکاهای سیستان و داخل فلات ایران
برخی از طوایف سکایی به درون پهنه مرکزی ایران روی آورده بودند و در کنارهٔ برخی مکانهای با طوایف ماد و پارس همسایه شدند. این تیره‌های سکایی «به‌صورت قبیله‌ای در ارتفاعات بالای جیحون نیز سکنی داشتند». این طایفه‌های سکایی در جنوب شرقی ایران نیز در منطقه‌ای به نام «زرنگ» و «زرنج» حضور داشتند و فرماندهی آن ناحیه را نیز در دست داشتند. زرنگ به دلیل بودن سکاها «سکستان» (سکستان، سجستان، سیستان امروزی) نیز نام داشت.
آن دسته از سکاهای داخل فلات ایران، مانند سیستان و… در مقابل هجوم و ورود ترکان، به فلات ایران تا مدتها سدّ محکمی در شرق ناحیهٔ اصلی ایران ایجاد کرده بودند و در برابر تجاوزات آنها به حدود شرقی ایران پایداری داشته‌اند که در بخش پهلوانی شاهنامه (یعنی داستانهای مربوط به رستم) نیز این موضوع منعکس است. برخی احتمال داده‌اند که خاندان سام و زال و رستم مذکور در شاهنامه فردوسی در واقع همان سکاهای سکنی گزیده در پهنه ایران هستند که در ساتراپ «زرنگا» نیز زندگی می‌کرده‌اند.

## تاریخچه
سکاها در آغاز همراه دیگر مردم هندواروپایی در یک جا می‌زیستند و بعدها به نقاط دیگر مهاجرت کردند. مهاجرت اقوام سکایی در دوران مهاجرت‌های بزرگ آریایی‌ها انجام شد. بعضی از قبایل آریایی، جلگه‌های جنوب سیبری را ترک گفته، گروهی به طرف رشته‌کوه اورال و گروهی به سمت سیردریا و آمودریا رفتند، آن‌ها پس از گذشتن از کوه‌های تیان‌شان وارد سرزمین کاشغر شده، از آنجا سراسر ترکستان شرقی و دره‌های کوتچه و قره‌چار و دون‌هوانگ را تا گانسو به تصرف درآوردند و با خاک چین همسایه شدند.

### پیش از آشورها
تا آن‌جا که مربوط به سکاهاست، آغاز تاریخ آنان را شاید بتوان حدود ۱۷۰۰ پیش از میلاد دانست، و آن هنگامی است که نخستین طوایف هندواروپایی به رود ینی‌سئی رسیدند. این مهاجران از ینی‌سئی به غرب رشته‌کوه آلتای و به سوی قفقاز رفتند. آن‌ها اقتصادی ویژه خویش به وجود آوردند، برخی از آن‌ها به صورت کشاورز در دره‌های حاصلخیز سکونت اختیار کردند و گروهی دیگر به صورت شکارچی و بدویان گله‌دار، در دشت‌ها اقامت گزیدند. این مهاجران تازه‌وارد، تا آن زمان، هنر ریخته‌گری و استفاده از مس را به خوبی فرا گرفته بودند. بعضی از کوره‌های ریخته‌گری آن‌ها که در ژرفای زمین فرورفته با قالب‌هایی که برای ساختن داس مورد استفاده قرار گرفت کشف شده است. آنان ظروفی با رنگ متمایل به قهوه‌ای می‌ساختند و بر روی آن‌ها طرح‌های هندسی می‌کشیدند، و برای قطع درختان از ابزار و و تبرهای برنزی استفاده می‌کردند.

### دوران آشور و مادها
کتیبه‌های آشوری مربوط به ۷۵۰–۷۰۰ پیش از میلاد از سکاها یاد کرده‌اند. آن‌ها در آن زمان در استپ‌های آسیای میانه زندگی می‌کردند و از تأثیر تمدن‌های میان‌رودان بابل و آشور به دور بودند. آن‌ها تا حد زیادی تحت تأثیر تمدن برادران یکجانشین خود یعنی مادها و پارس‌ها قرار داشتند که در نواحی جنوب آن‌ها در فلات ایران زندگی می‌کردند. سکاها مانند قوم خویشاوند خود سرمتی‌ها از جنبش‌های مزدایی و زردشتی که سرانجام توانست اعتقادات مادها و پارس‌ها را دگرگون کند، بدور بودند.
در اواخر قرن ۸ پیش از میلاد دستجاتی از قبایل سکایی به نام‌های اسکیت (اشکیدا) و کیمری (گومری) در یک موج نوین هجرت قبایل آریایی با گذشتن از سرزمین‌های شمال دریای خزر به نواحی قفقاز رسیدند. کیمری‌ها از قفقاز راهی آسیا صغیر شده و در سال ۶۷۹ پیش از میلاد کوشیدند که وارد خاک آشور شوند، ولی اسرحدون با آن‌ها مقابله کرد وبه دلیل اینکه راه حرکت به شرق (یعنی درون ماد) نیز بر آنها بسته بود، به ناچار به طرف نقاط مرکزی آسیای صغیر حرکت کردند. در این هنگام پادشاه کیمری‌ها فردی به نام تئوشپا (تی‌اَسپ) بود. اسکیت‌ها وارد قفقاز شرقی شده و در سرزمینی که اکنون کشور جمهوری آذربایجان است در ناحیه گنجه تا رود کورا جاگیر شدند. یک سند آشوری خبر از آن می‌دهد که اسپَکه پادشاه اسکیت‌ها در دهه سوم قرن هفتم پیش از میلاد با شاه ماننا متحد بوده است. اسپَکه (اسپه کایه) یک لفظ ایرانی می‌باشد که تلفظ کهن واژه سگ است. اسکیت‌ها در زمینی اسکان یافتند که مورد ادعا اورارتویی‌ها بود، مانناها نیز از مدتی پیشتر از طرف اورارتویی‌ها مورد تهدید قرار گرفته بودند. آن‌ها می‌توانستند به کمک هم با اورارتویی‌ها مقابله کنند و حکومت آشور نیز متوجه اهمیت این اتحاد شده بود و درصدد نزدیک شدن به شاه اسکیت‌ها برآمد و اسرحدون به شاه اسکیت‌ها پیشنهاد دوستی داد.
هرودوت در کتاب چهارم در مورد این مردمان می‌نویسد:
درمورد سکاها حکایت دیگری هست که به عقیدهٔ من بیشتر مورد اعتماد است. موافق این حکایت سکاها ابتدا در آسیا مسکن داشتند، بعد ماساگت‌ها آنان را بیرون رانده و سکاها از رود آراکس (همان آمودریا) گذشته به زمین کیمری‌ها وارد شدند. چون عده سکاها زیاد بود، کیمری‌ها مشورت کردند که چه کنند. مردم عقیده‌داشتند که برای خاک خود را به خطر نیندازند، پادشاهان به عکس معتقد بودند که پای‌داری کنند. بین پادشاهانی که ترجیح می‌دادند بجنگند تا کشته شوند، اختلاف شد و به دو دسته تقسیم گشته با هم جنگیدند و همه کشته شدند. بعد مردم جسد آن‌ها را دفن و اراضی خود را رها کره و سکاها آن‌ها را گرفتند. هنوز هم در مملکت سکاها قلعه‌های کیمری وجود دارد…
روشن است که سکاها در تعقیب کیمری‌ها راه را گم کرده وارد آسیا و مملکت ماد شدند، زیرا کیمری‌ها در طول دریا حرکت کردند و سکاها به سمت قفقاز رفته و داخل ماد شدند. این روایت بین یونانی‌ها و بربرها خیلی شایع است.
هرودوت در انتهای این گفتار از تهاجم سکاها به ایران در دوران خشتریته مادی یاد کرده؛ در حالی که سپاه ماد نینوا پایتخت آشور را محاصره کرده‌بود. خبر تهاجم سکاها در سال ۶۳۳ پ.م به آذربایجان خشتریته را ناچار کرد از نینوا بازگشته تا از کشور خود دفاع کند، شکست مادها در جنگی که در نزدیکی دریاچه ارومیه واقع شد، موجب شد سکاها به قدرت اول آسیا بدل شوند. از تاخت و تاز و غارت‌های آنان در کتاب ارمیا از کتب مذهبی یهودیان نیز یاد شده است. ۹ سال بعد در سال ۶۲۴ پ.م فرزندش هووخشتره با کشتن رهبران آنان موفق به شکست‌شان شد. سکاها در روزگار مادها بارها به مرزهای ایران تاختند. آن‌ها گاه با آشور هم‌پیمان می‌شدند و زمانی به‌همراه مادها با آشوریان می‌جنگیدند. به دنبال حملهٔ مجدد آشور به مادها، هووخشتره برای پایان دادن به حملات آشور با ماننا و سکاها پیمان دوستی بست و عملاً با آشور وارد جنگ شد. بعد از سکاها، کیمری‌ها (یکی دیگر از قبایل صحرانشین شمال قفقاز) به منطقهٔ شمال‌غرب ایران حمله کردند و در سر راه خود، دولت اورارتو در باختر دریاچهٔ ارومیه و خاور آناتولی را نابود کردند. هووخشتره بزرگ‌ترین پادشاه ماد در ده سال اول حکومتش موفق شد که رابطهٔ خوبی با پروتوثیس پادشاه سکاها برقرار کند. هووخشتره ارتشش را به دو بخش پیاده‌نظام مجهز به نیزه و سواره‌نظام تیرانداز (شکلی که از سکاها آموخته‌بود) تقسیم کرد و دولت نیرومندی در ماد تشکیل داد. هووخشتره پس از انقیاد سکاها در ماد، گروهی از سکاها را به غرب ماد کوچ داد و این سرزمین را به نام آنان سکزی یا ساکز خواندند که اکنون به سقز معروف است. گیرشمن می‌نویسد: سکاها در زمان اشغال ایران، سَقِز، ناحیه‌ای از کردستان را پایتخت خود قرار دادند، که الان نیز، با قدمتی ۳۰۰۰ ساله، یکی از قدیمی‌ترین شهرهای جهان به‌شمار می‌آید؛ چنان‌که آثاری از ایشان در آن حوالی پیدا شده؛ و گویند که کلمهٔ «سقز»، مشتق اسم «سَکا» است.

### هخامنشیان

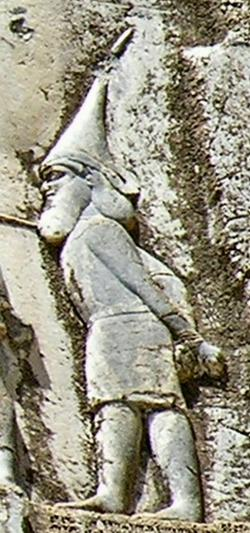
سکونخا، رهبر سکاهای تیزخود، در مقابل داریوش به زنجیر کشیده شده است.

در اویل دوران هخامنشیان، درگیری‌های مرزی با سکاها ادامه داشت. در سال ۵۲۹ پ.م کوروش به قبایل سکاها در آسیای مرکزی (شمال‌شرق ایران) حمله کرد و در جنگ با ماساگت‌ها کشته شد. وی را در پاسارگاد دفن کردند..

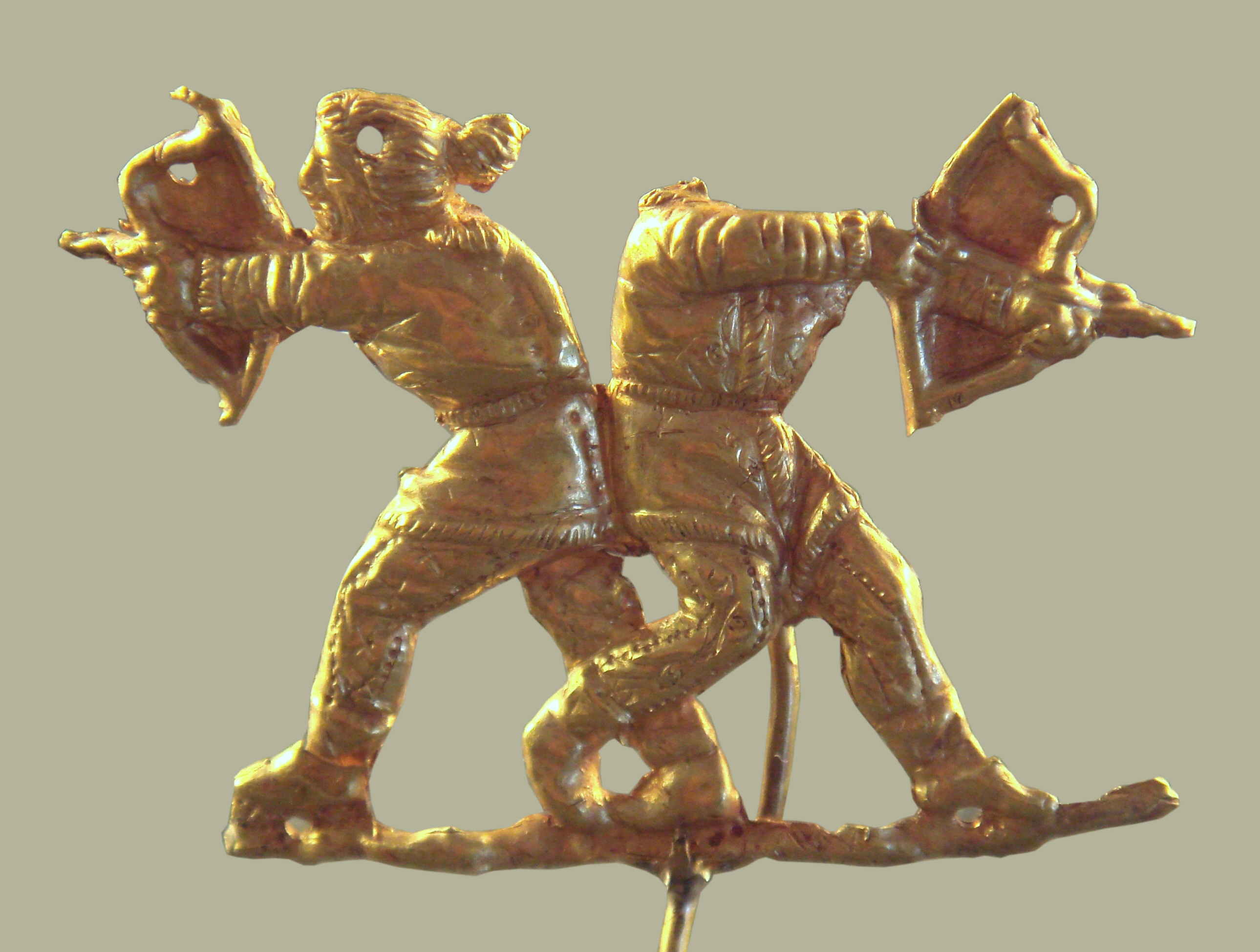
کمانداران سکایی. کرچ. سده چهارم پیش از میلاد

داریوش دیگر پادشاه هخامنشی در سال ۵۱۲–۵۱۴ پ.م به سکاها در ناحیه شمال قفقاز و دریای سیاه حمله می‌کند. . و برای تنبیه سکاها تا مرکز اروپا و بسارابیا پیشروی کرد. هرودوت نقل می‌کند که سکاها از راهکار کوچ‌نشینان استفاده نمودند و به جای رویارویی و جنگیدن با سپاه هخامنشی، گریختند و سپاه داریوش را تا داخل اعماق سرزمین‌های خود کشاندند. هرچند لشکرکشی داریوش نتوانست سکاها را زیر یوغ هخامنشیان درآورد؛ ولی آسیای غربی را برای سه قرن از حملات چادرنشینان سکایی در امان نگاه داشت.

#### بابل هخامنشی
برخی اسناد تجاری بابل، مربوط به دوران نبوکدنصر دوم و نبونئید نشان می‌دهد که کیمریان و اسکیت‌ها، حتی پیش از فتح میان‌رودان به وسیله پارس‌ها، بر ابزارهای نظامی بابلی‌ها اثر گذاشته بودند.
سکاها در سده پنجم پیش از میلاد مسیح، آداب و رسوم بابلی را پذیرفته بود. همه می‌دانند که مردمان قبیله‌های سکایی، در سپاه هخامنشی شرکت داشتند و با زندگی نظامی آشنایی داشتند. بیشتر آنها، در زیرمجموعه «سوارکار تیرانداز» به هخامنشیان خدمت می‌کردند. در یک سند بابلی به سال ششم پادشاهی کمبوجیه دوم (۵۲۴ پ. م) که در اوروک کشف گردید، اشاره شده که عده‌ای از سکاها به عنوان سرباز در بابل خدمت می‌کنند. گروهی از سربازان سکایی، مأمور حفاظت از قایق‌های باری (مواد غذایی) بودند که به فرمان دربار شاه، ارسال می‌گشت. در یکی از گزارش‌های اسناد بابلی، بار قایق حاوی مواد غذایی به وسیله معبد اثانا ارسال شده بود. همین متن نیز به مترجمانی اشاره می‌کند که خدمات آن‌ها برای ایجاد ارتباط میان سکاها و بابلی‌ها ضروری بوده است.

#### سکاها در نبردهای هخامنشی
سکاها در نبرد هخامنشیان و یونانیان شرکت داشتند و به همراه کادوسیان و مادها در یک جناح قرار داشتند و تحت فرماندهی آتروپات بودند. آریان مورخ یونانی ترکیب سپاه هخامنشی در جنگ گوگمل را چنین آورده است: باختری‌ها، سغدی‌ها و هندی‌های مجاور باختر به فرماندی بسوس والی باختر بودند. ساک‌ها که از سکاهای آسیایی و مستقلند ولی متحد داریوش می‌باشند و تحت فرماندهی ماباسس هستند. هندی‌های کوهستان تحت فرماندهی برسائت والی رخج بودند.
سوارهای پارتی، هیرکانی و تپوری تحت فرماندهی فراتافرن بودند. مادی‌ها، کادوسیان و سکاها تحت فرماندهی آتروپات بودند. سکنه دریای سرخ را اُرُن‌توبات و آریوبرزن و اکسی‌نِس اداره می‌کردند. بر شوشی‌ها و اوکسیان اُگزاتر پسر آبولیتاس ریاست داشت و بر بابلی‌ها، سی‌تاکیان و بر کاریان، بوپار ریاست داشت. ارمنی‌ها به سرداری اُرونت و میثروس‌تِس بودند و کاپادوکی‌ها به سرداری آری‌آرسِس بودند و سل سوریان و بین‌النهرینی‌ها به فرماندهی مازه والی بابل بودند.
آریان در مورد آرایش جنگی چنین آورده است: در جناح چپ سواره نظام غربی و دهایی و رخجی صف بسته بودند و نزدیک آن سواره نظام و پیاده‌نظام پارسی که با هم مخلوط بودند. در جناح راست سل سوریان، اهالی میانرودان، مادی‌ها، پارتی‌ها، سکاها و پس از آن تپوری‌ها و هیرکانی‌ها ایستاده بودند. در قلب، داریوش با تمام خانواده و نجبای ایران قرار گرفته بود و هندی‌ها و کاریان و آناپاست‌ها و تیراندازان آمارد در اطراف او بودند.

### اشکانیان

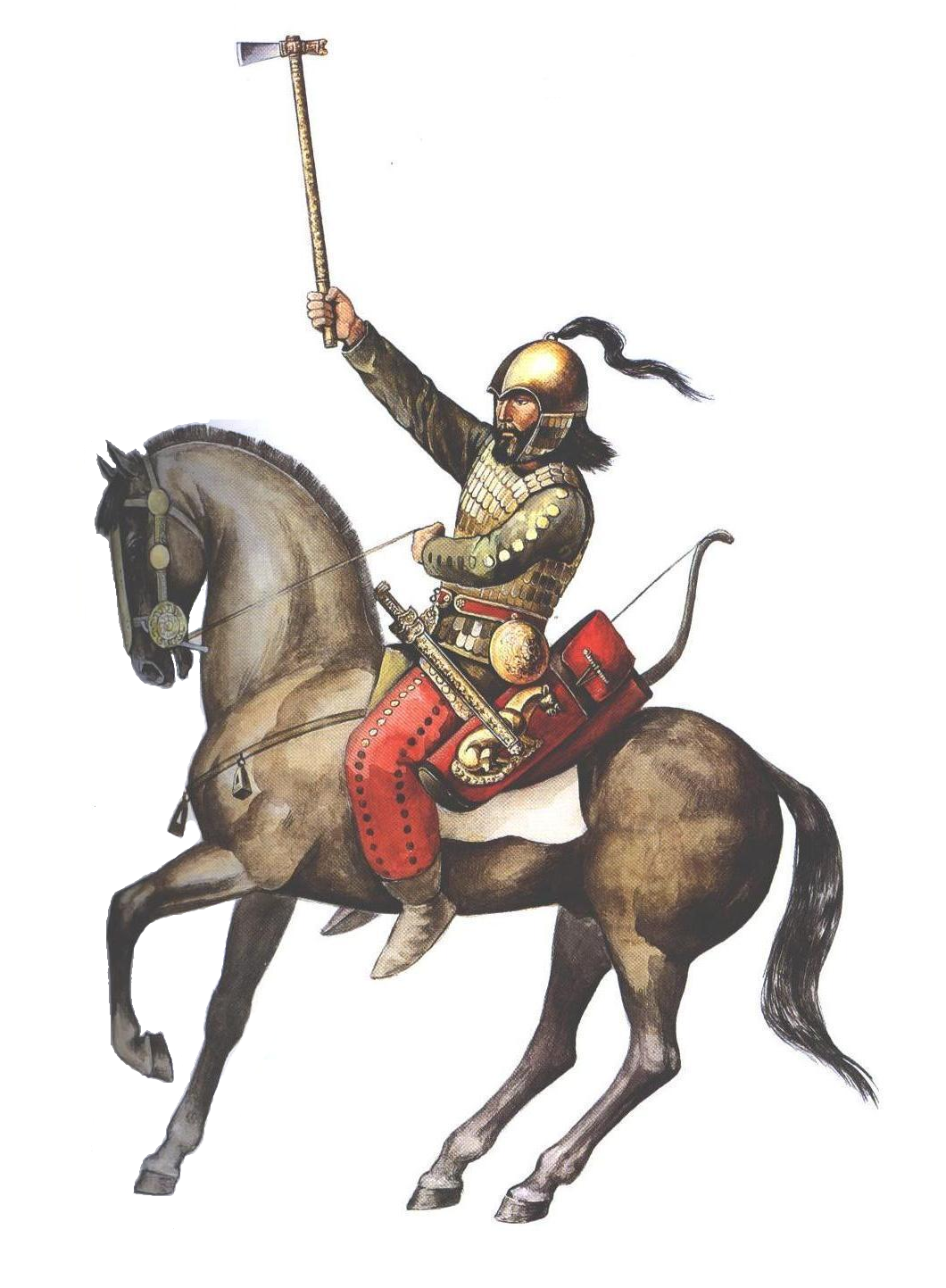
جنگجوی سکایی

بنیانگذاران امپراتوری اشکانی، گروهی از قبایل سکایی موسوم به پرنی بودند، که با یورش به منطقه پارت، و تحمیل شکست‌های سنگین بر یونانیان دولت خود را پایه‌ریزی کردند. خاستگاه اولیه پرنی‌ها احتمالاً جنوب روسیه بوده است.
در زمان اشکانیان و در حدود اواخر قرن دوم پیش از میلاد سکاهای کوچ‌نشین در مرزهای شرقی اشکانیان پیشروی کردند و نواحی قندهار و سیستان امروزی را تسخیر نمودند. سکاها از آنجا به کابل و پنجاب نیز نفوذ کردند. تسخیر سیستان دائمی بود، چنانچه نام سیستان در واقع به نام این اقوام برمی گردد. آن‌ها در این دوره مشکلات بزرگی برای اشکانیان به وجود آوردند و اشکانیان را تا سراشیبی سقوط پیش بردند. چنانچه فرهاد دوم (ح۱۳۸ یا ۱۳۷- ح۱۲۸ ق. م) در نبرد با سکاها کشته شد و جانشین او اردوان دوم (ح۱۲۸- ح۱۲۳ ق. م) نیز در نبرد با آنان به طرز مرگباری زخمی گردید. تنها در زمان مهرداد دوم بود (ح۱۲۳–۸۷ ق. م) که اشکانیان توانستند بر سکاها غلبه یابند و مهرداد دوم سکاهای سیستان را تحت فرمان اشکانیان درآورد.
در سال ۴۷ میلادی گندفر از پادشاهان پارتی هند، سکاهای شمالی را از گنداره اخراج کرد.

### ساسانیان
سیستان، بعد از ناپدید گشتن سکاها، جزئی از امپراتوری ساسانیان شد. در زمان شاپور یکم، این منطقه، با نام کاملش، سَکِستان، تورستان (امروزه منطقه شمالی بلوچستان را تشکیل می‌دهد) و هند، تا کناره‌های دریا، استان (به فارسی میانه: شَهر) امپراتوری بود و گاهی به فرزند شاهنشاه واگذار می‌شد. در یک‌چهارم (کوست) شرقی این استان، اداره هر دو منطقه زرنج و هرات را به پایتخت اداری خود در زرنج منتقل کرد و آتشکده ایالتی زرتشتیان در آنجا پابرجا بود. هنگامی که پای اعراب در قرن اول هجری / هفتم میلادی بدانجا رسید، مهاجمان با موبد موبدان و رئیس هیربد مواجه گشتند. آتشکده کرکویه بعد حمله اعراب دست‌نخورده باقی ماند. با این حال، در گزارش‌های تاریخی، وجود کلیسای نسطوری با اسقف آن، مکتوب گشته است.

## زبان و ادبیات

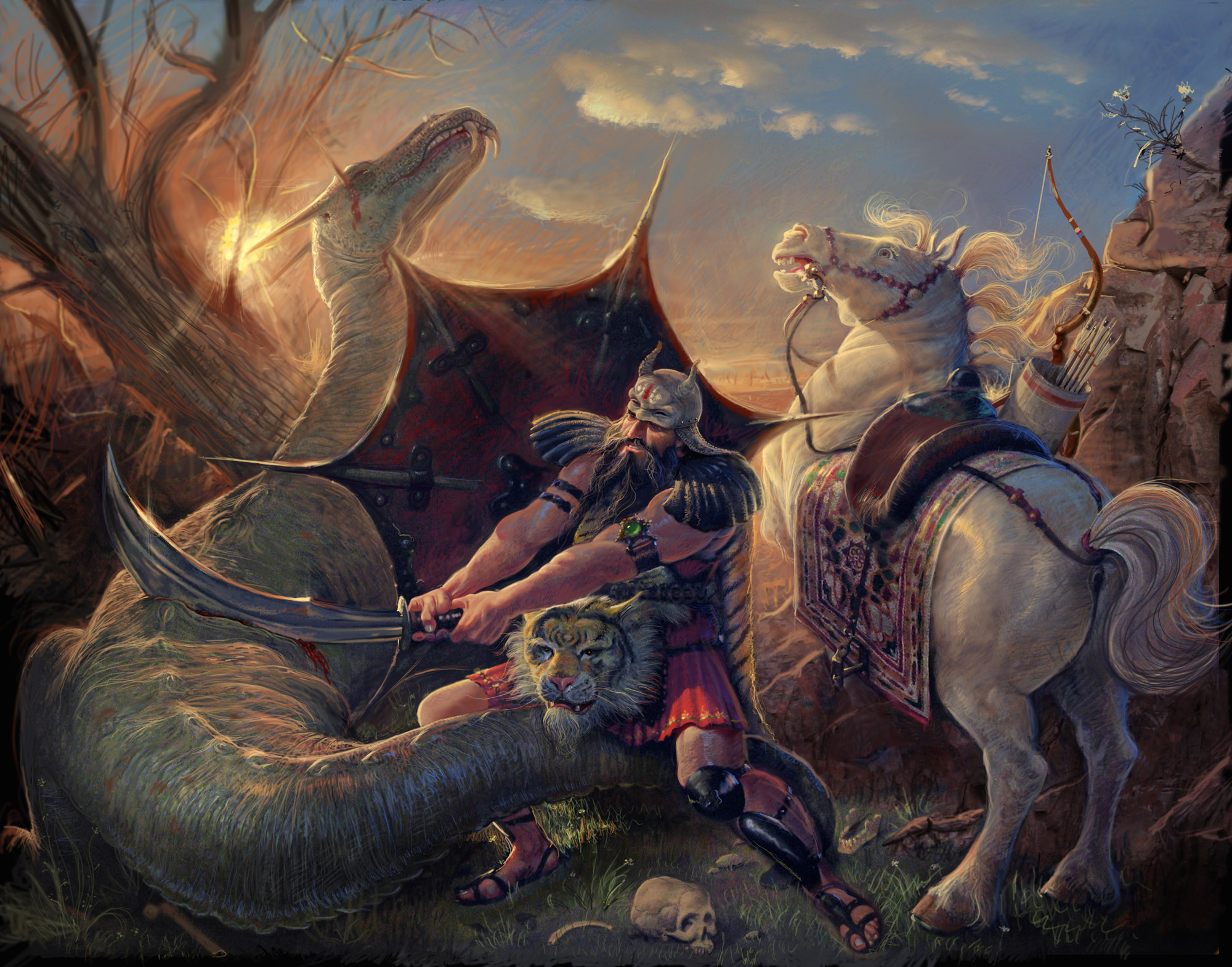
رستم در نبرد با اژدهای تورانی

از زبان سکاها در دوره باستان هیچ اثر مکتوبی در دست نیست. گزارش‌های هرودوت از افسانه‌ها و داستان‌های اسکیتی و به وجود ادبیات بسیار غنی و به ویژه، حماسی زبان سکایی باستانی گواهی می‌دهد. به روایت هرودوت، پس از پیروزی سومین شاه ماد (هووخشتره) بر سکاهای غاصب (اسکیتی‌ها) و بازستانی امپراتوری ماد، با آن‌ها با مهربانی رفتار کرد و «پسرانی را بدیشان سپرد تا به زبان خود و هنر تیراندازی را بدان‌ها بیاموزد».
به اعتقاد دیاکونوف زبان اسکیت‌ها و زبان مادها بقدری بهم نزدیک بود که تفاهم میان ساکنان پادشاهی ماد و پادشاهی اسکیت را مقدور می‌ساخت.
تنها آثار بازمانده از زبان سکایی باستان، برخی اسامی افراد، قبیله‌ها و مکان‌ها در کتیبه‌های یونانی منطقه پنتوس و در آثار یونانی است، که بر اساس آن‌ها و به کمک زبان‌های ایرانی باستان (اوستایی و فارسی باستان) و نام چند مکان (تپه، رودخانه در اوکراین و جنوب روسیه)، می‌توان برخی از واژه‌های این زبان را بازسازی کرد.
رضایی باغ‌بیدی، ۲۳ واژه را گردآوری کرده است:
| سکایی باستان | فارسی نو          |
| ------------ | ----------------- |
| abra         | آسمان             |
| arya         | آریایی            |
| danu         | رود               |
| kuti         | سگ                |
| mrga         | مرغ، پرنده        |
| syava        | سیاه              |
| xsas         | شش                |
| zaranya      | زر، زرین          |
| ap           | آب                |
| aspa         | اسب               |
| gausa        | گوش               |
| madu         | عسل               |
| raupasa      | روباه             |
| varka        | گرگ               |
| xvar         | خوردن             |
| hvan         | خواندن، فراخواندن |
| arma         | دست               |
| baga         | بغ، پروردگار      |
| hazahra      | هزار              |
| matuka       | ملخ               |
| sauka        | آتش               |
| varaza       | گراز              |
| zantu        | قبیله             |

زبان سکایی باستان، گویش‌های مختلفی داشته که دو تا از آنها، اسکیتی و سرمتی بودند. به روایت هرودوت، زبان سرمت‌ها اسکیتی است، اما به اصالت باستانی‌اش صحبت نمی‌شود. شواهد نشان می‌دهد که دست‌کم در برخی از گویش‌های اسکیتی-سرمتی باستان xv ایرانی باستان به f و d ایرانی باستان در میان دو مصوت به l (یعنی d < δ < l) تبدیل گشته است. مانند farna* به معنی «فر، فره» از xvarnah و skula* (نام یکی از شاهان اسکیتی) از skuda.

### زبان و ادبیات سکایی میانه (ختنی و تمشقی)
زبان سکایی میانه، یا زبان ختنی از زبان‌های ایرانی میانه است آثاری که به زبان سکایی در اواخر سده نوزدهم میلادی و اوایل سده بیستم میلادی در تُمشُق، نزدیک مارال‌باشی واقع در شمال‌شرقی کاشغر و در ختن، در جنوب‌شرقی همان شهر به‌دست آمده است. همهٔ این آثار متعلق به بودایی‌هاست و حتی آثار غیردینی سکایی نیز رنگ و صبغهٔ بودایی دارد. آثار غیردینی بخشی شامل نامه‌های خصوصی و بخشی شامل مکاتبات دیوانیِ ختن است. آثار سکایی را به دو دستهٔ سکاییِ ختنی (یا ختنیِ مطلق) و سکایی تمشُق تقسیم می‌کنند. آثار تمشقی از نظر زبانی کهنه تر هستند.

## ژنتیک
براساس پژوهش‌های ژنتیکی صورت گرفته بر اسکلت‌های باقی مانده از سکاها در منطقه سیبری، کشور روسیه، هاپلوگروپ بخش عمده مردان سکایی متعلق به هاپلوگروپ R1a-z93 است، که این هاپلوگروپ عموماً در مردمان هندواروپایی رایج بوده و طی مهاجرت آریایی‌ها پخش شده است. این هاپلوگروپ بیشتر در نواحی شرقی ایران رایج است.

## میراث
ریشه تمدن‌ها و مردمان بسیاری به سکاهای باستان مرتبط دانسته می‌شود.

### اَلان‌ها
آلانان مردمی ایرانی احتمالا مرتبط با ماساژت‌ها (سکاهای تیزخود) بودند که به قفقاز کوچیدند و برخی از آنها مهاجرتشان را به اروپا و حتی به شمال آفریقا ادامه دادند. عموماً آنها به عنوان بخشی از اتحادیه بزرگی از قبایل کوچ‌نشین ایرانی باستانی یعنی سرمتیان در نظر گرفته می‌شوند که از سده سوم پیش از میلاد تا سده چهارم میلادی بر استپ پونتیک تسلط داشتند.

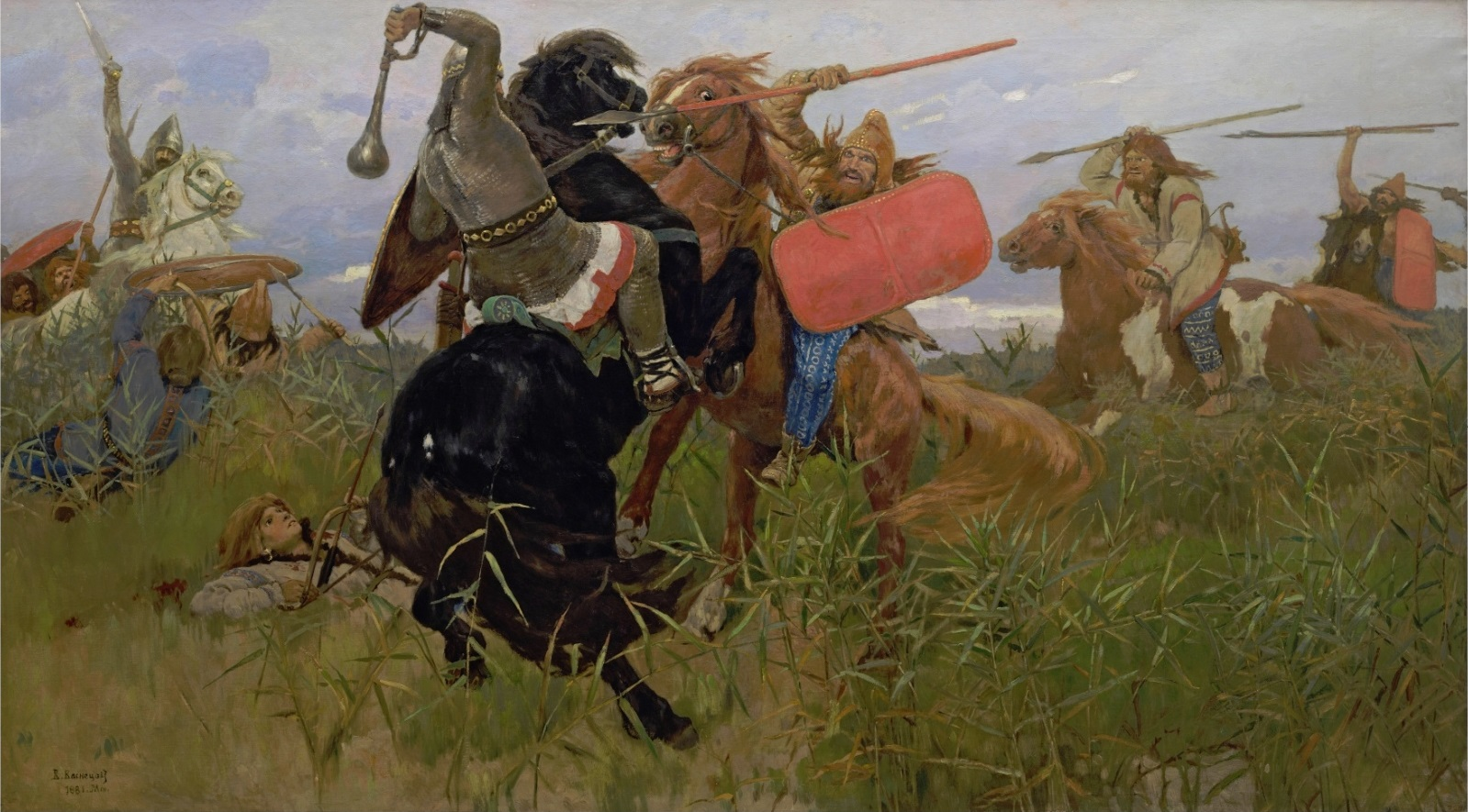
نبرد بین سکاها و اسلاو‌ها، نگاره‌ای از نگارگر روس، ویکتور واسنتسوف، به سال ۱۸۸۱

تاریخ آلان‌ها را می‌توان به ۳ دوره، «مهاجرت گسترده تا پیش از مسیحیت»، «آغاز مسیحیت تا هجوم مغول»، «پسا حمله مغول» تقسیم کرد.
1. در دوران اول، آلان‌ها کوچ‌رو، جنگجو، و خنیاگر بودند که در جنگیدن تبحر داشتند و در دوران رومیان، اشکانیان و ساسانیان، نقش آفریدند. سواره‌نظام آن‌ها نوگرائید. آن‌ها در جنگ با روم، با مهرداد (میتراداتس) همدست شدند؛ همان‌طور که در ارمنستان، ماد و پارت، با رومی‌ها در قرن یکم و دوم پس از میلاد متحد گشتند. امیانوس مارسلینوس، اقتصاد چادرنشینی و خصلت‌های جنگی آن‌ها را توصیف کرده است.[۹۵]
2. حمله هون‌ها، آلانی‌ها را به دو قسمت اروپایی و قفقازی دوپاره کرد. برخی از آلانی‌های اروپایی، مجبور به مهاجرت به همراه مردم اروپای شرقی، به اروپای غربی گشتند. به همراه قبایل آلمانی ویزیگوتی و وندالی، به گال (فرانسه) و اسپانیا مهاجرت کردند و حتی پای برخی از آن‌ها به شمال آفریقا رسید. آلان‌ها در جبهه رومی‌ها، در جنگ دشت کاتالونی (۴۵۱ میلادی) جنگیدند؛ جنگی که فلاویوس آییتیوس، آتیلا (رهبر هون‌ها) را، شکست داد. در ۴۶۱ و ۴۶۴، آن‌ها ایتالیا را تاراج کردند. پس از مرگ آتیلا، آن‌ها با قبایل آلمانی، علیه سلطه هون‌ها شوریدند تا خودشان را رها سازند.[۹۶]

## نگارخانه

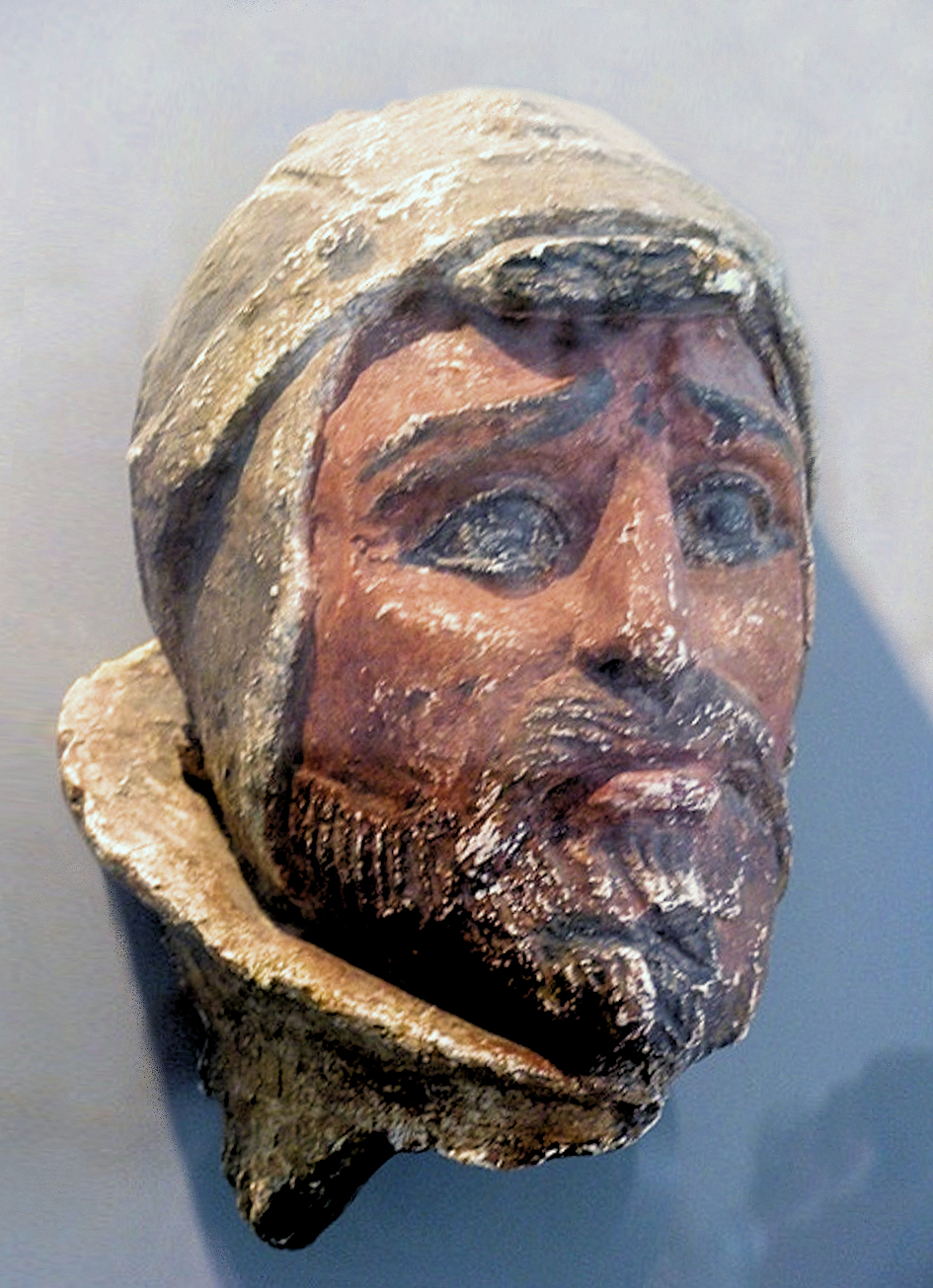
مجسمه جنگجوی سکایی
یک جنگجو با زره‌پوش طلا
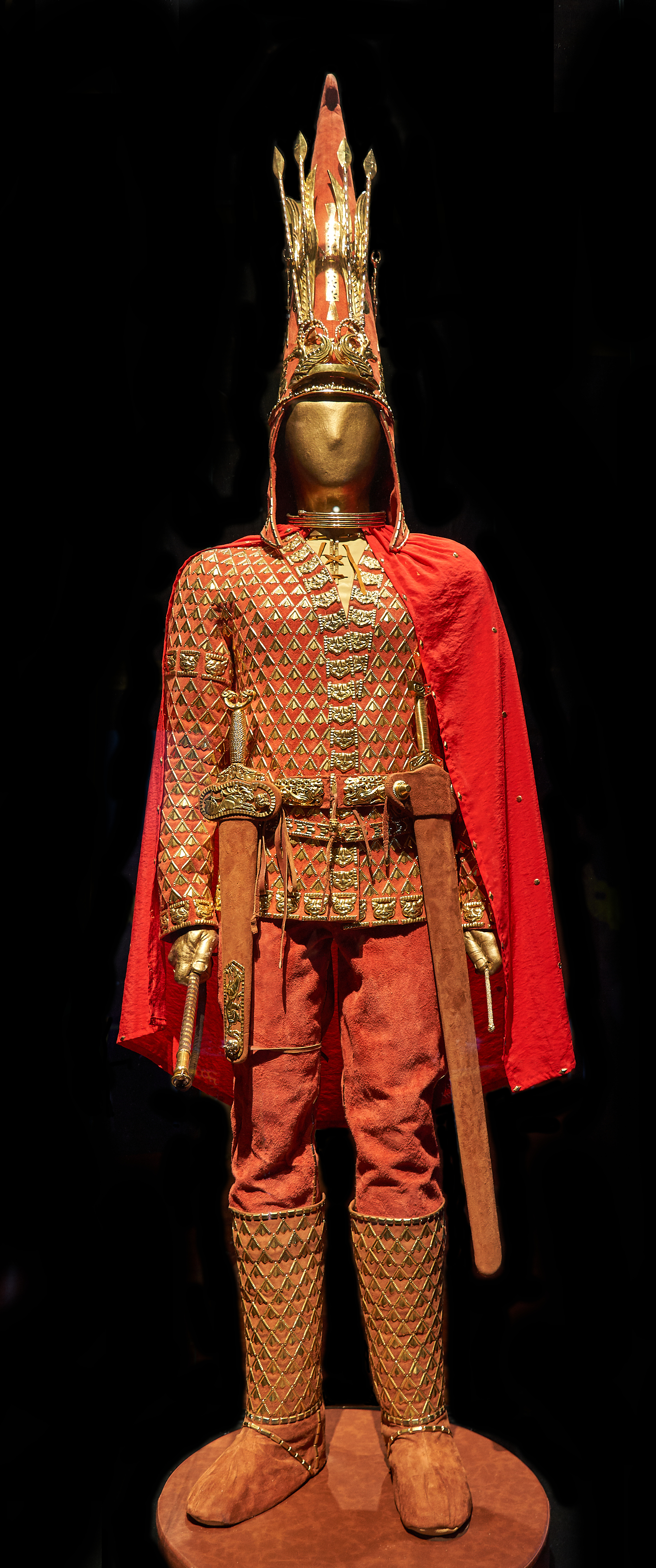
زره سواره‌نظام متعلق به یک خانواده سلطنتی سکا در حدود ۲۰۰-۴۰۰ پیش از میلاد، که با نام «جنگجوی طلایی» نیز شناخته می‌شود، یافت شده در کورگان ایسیک، جنوب‌شرق قزاقستان امروزی.
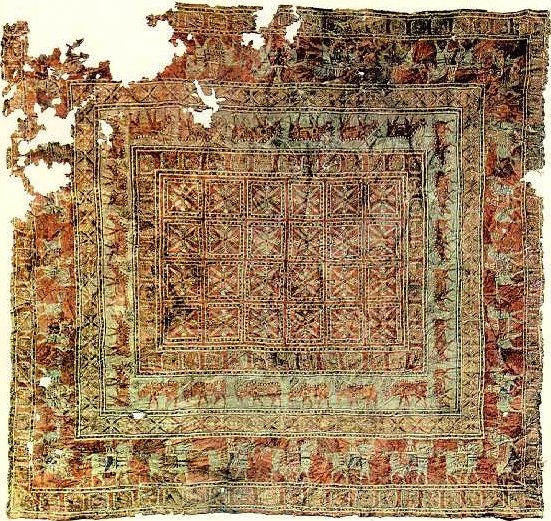
قالی پازیریک قدیمی‌ترین فرش جهان که در گور یخ‌زدهٔ یکی از فرمانروایان سکایی کشف شد.
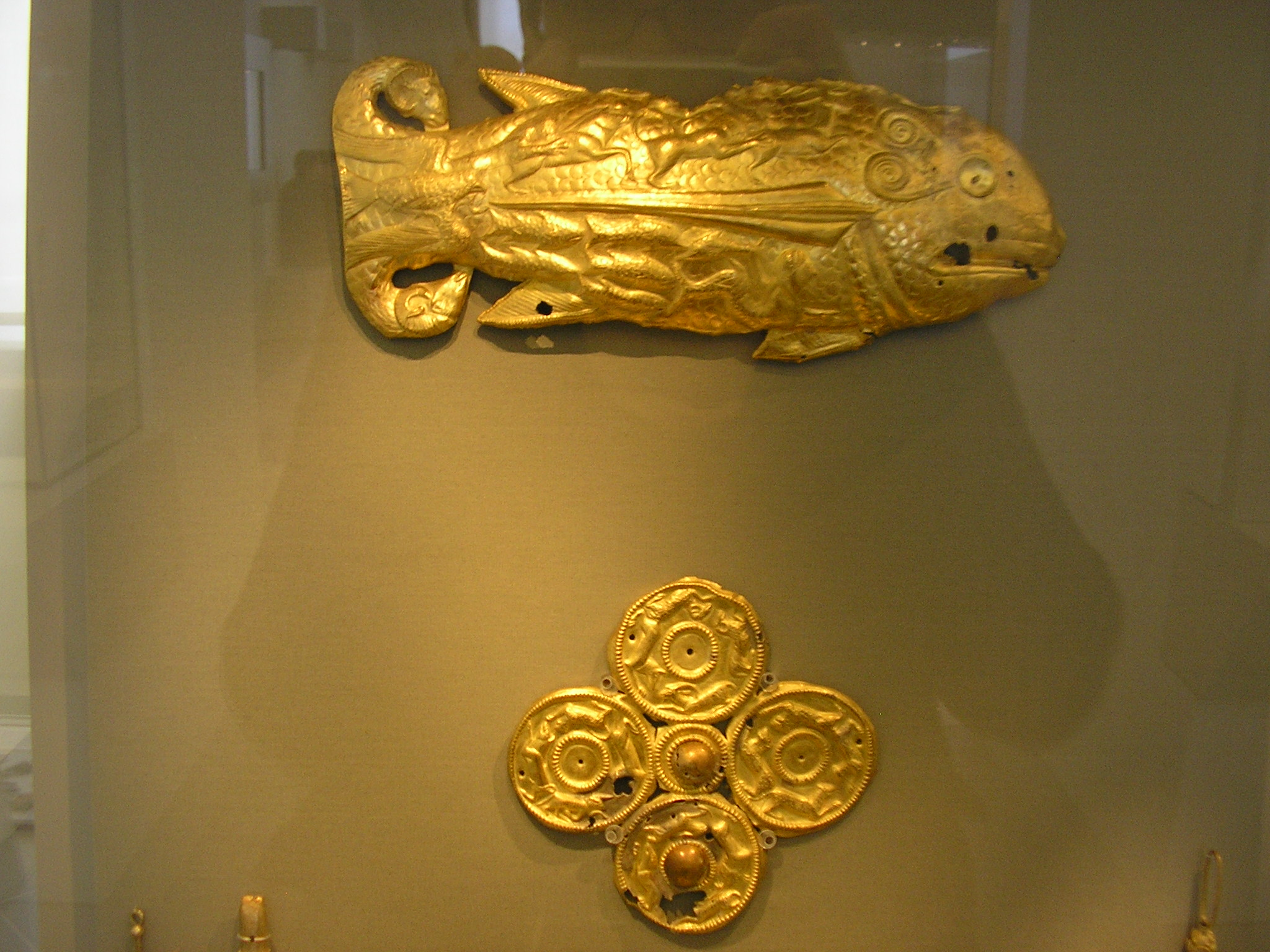
قطعه‌های تزئینی سکایی از گنجینه طلای فترسفلده یافت شده در غرب لهستان امروزی.

## لاتین
1. ↑  Tumshuq
2. ↑  Maralbashi